# Tu recuerdo
Tu recuerdo (« Ton souvenir ») est le premier single de l'album MTV Unplugged (en) de Ricky Martin. Il est sorti le 26 septembre 2006 et a été écrit par Tommy Torres. La Mari du groupe Chambao chante aux côtés de Ricky Martin. La chanson est une ballade incorporant des éléments de la musique traditionnelle portoricaine.
Aux  États-Unis, la chanson atteint la première place du Hot Latin Songs pendant trois semaines et la première place des Latin Pop Songs pendant treize semaines. Il a également atteint la 89e place sur le Billboard Hot 100.
La chanson Tu recuerdo a été nommée comme « chanson de l'année » aux Latin Grammy Awards de 2007.